# Buddy Carlyle
Earl L. Carlyle, detto Buddy (Omaha, 21 dicembre 1977), è un ex giocatore di baseball e allenatore di baseball statunitense, alla guida degli Atlanta Braves nella Major League Baseball.

## Minor League
Carlyle venne selezionato al secondo giro del draft amatoriale del 1996 come 38a scelta assoluta dai Cincinnati Reds. Iniziò lo stesso anno coi Princeton Reds, dove chiuse con 2 vittorie e 4 sconfitte, 4.66 di ERA e .255 alla battuta contro di lui in 10 partite di cui 9 da partente con un incontro giocato interamente (46.1 inning). Nel 1997 giocò con i Charleston AlleyCats finendo con 14 vittorie e 5 sconfitte, 2.77 di ERA e .240 alla battuta contro di lui in 23 partite tutte da partente con 4 incontri giocati interamente di cui uno senza subire punti (143.0 inning).
Nel 1998 giocò con due squadre finendo con 14 vittorie e 7 sconfitte, 3.43 di ERA e .257 alla battuta contro di lui in 28 partite tutte da partente con 2 incontri giocati interamente di cui uno senza subire punti (188.2 inning). Nel 1999 giocò con i Las Vegas 51s finendo con 11 vittorie e 8 sconfitte, 4.89 di ERA e .286 alla battuta contro di lui in 25 partite tutte da partente (160.0 inning).
Nel 2000 coi 51s finì con 8 vittorie e 6 sconfitte, 4.29 di ERA e .273 alla battuta contro di lui in 27 partite tutte da partente con un incontro completo (151.0 inning). Nel 2003 giocò con due squadre finendo con 3 vittorie e altrettante sconfitte, 2.51 di ERA, 3 salvezze e .203 alla battuta contro di lui in 17 partite (32.1 inning).
Nel 2004 giocò con due squadre finendo con 12 vittorie e 5 sconfitte, 3.19 di ERA e .251 alla battuta contro di lui in 27 partite di cui 23 da partente (144.0 inning). Nel 2005 giocò con due squadre finendo con una vittorie e 2 sconfitte, 4.76 di ERA, 2 salvezze su 2 opportunità e .280 alla battuta contro di lui in 21 partite di cui 7 da partente (51.0 inning).
Nel 2006 giocò con gli Albuquerque Isotopes finendo con 3 vittorie e una sconfitta, 1.93 di ERA e .177 alla battuta contro di lui in 13 partite di cui 2 da partente (28.0 inning). Nel 2007 giocò con i Richmond Braves finendo con 5 vittorie e 2 sconfitte, 2.59 di ERA e .225 alla battuta contro di lui in 9 partite tutte da partente con un incontro completo senza subire punti.
Nel 2008 con i Richmond Braves finendo con 7.04 di ERA e .355 alla battuta contro di lui in 2 partite da partente (7.2 inning). Nel 2009 giocò con due squadre finendo con 3 vittorie e una sconfitta, 1.56 di ERA, nessuna salvezza su una opportunità e .226 alla battuta contro di lui in 13 partite di cui due da partente (17.1 inning).
Nel 2011 giocò con i Scranton/Wilkes-Barre Yankees finendo con 2 vittorie e 2 sconfitte, 3.98 di ERA, una salvezza su due opportunità e .223 alla battuta contro di lui in 27 partite di cui due da partente (43.0 inning). Nel 2012 giocò con i Gwinnett Braves finendo con 5 vittorie e 4 sconfitte, 3.43 di ERA, nessuna salvezza su 2 opportunità e .279 alla battuta contro di lui in 33 partite di cui una da partente (76.0 inning).
Nel 2013 giocò con i Buffalo Bisons finendo con 4 vittorie e 2 sconfitte, 3,86 di ERA, nessuna salvezza su una opportunità e .226 alla battuta contro di lui in 36 partite di cui 2 da partente (56.0 inning).

## Major League

### San Diego Padres (1999-2000)
L'8 aprile 1998 venne preso dai San Diego Padres dai Cincinnati Reds in scambio di Marc Kroon firmando per 200.000$. Debuttò nella MLB il 29 agosto 1999 contro i Milwaukee Brewers. Nella stagione 1999 chiuse con una vittoria e 3 sconfitte, 5.97 di ERA e .257 alla battuta contro di lui in 7 partite tutte da partente (37.2 inning). Nel 2000 finì con 21.00 di ERA e .400 alla battuta contro di lui in 4 partite (3.0 inning).

## Japan Baseball League
Il 3 novembre 2000 venne preso dagli Hanshin Tigers.

### Los Angeles Dodgers (2005)
Il 18 novembre 2004 firmò come free agent con i Los Angeles Dodgers per un anno a 330.000$. Il 4 maggio 2005 venne svincolato chiudendo con 8.36 di ERA, nessuna salvezza su una opportunità e .291 alla battuta contro di lui in 10 partite (14.0 inning).

### Atlanta Braves (2007-2009)
Il 4 dicembre 2006 firmò con gli Atlanta Braves  come free agent, finì la stagione 2007 con 8 vittorie e 7 sconfitte, 5.21 di ERA e .284 alla battuta contro di lui in 22 partite di cui 20 da partente (107.0 inning). Nel 2008 finì con 2 vittorie e nessuna sconfitta, 3.59 di ERA e .228 alla battuta contro di lui in 45 partite (62.2 inning).
Nel 2009 firmò per 425.000$, chiuse con nessuna vittoria e una sconfitta, 8.86 di ERA e .380 alla battuta contro di lui in 16 partite (21.1 inning). Il 9 ottobre 2009 divenne free agent.

### New York Yankees (2011)
Il 2 dicembre 2010 firmò con i New York Yankees Il 18 agosto 2011 venne svincolato chiudendo con nessuna vittoria e una sconfitta, 4.70 di ERA e .185 alla battuta contro di lui in 8 partite (7.2 inning).

## Vittorie
- (1) Division East della American League (2011)

## Palmarès
- (1) Lanciatore della settimana della International League (7/05/2007).